# Wolf von Helldorff (Kammerherr)

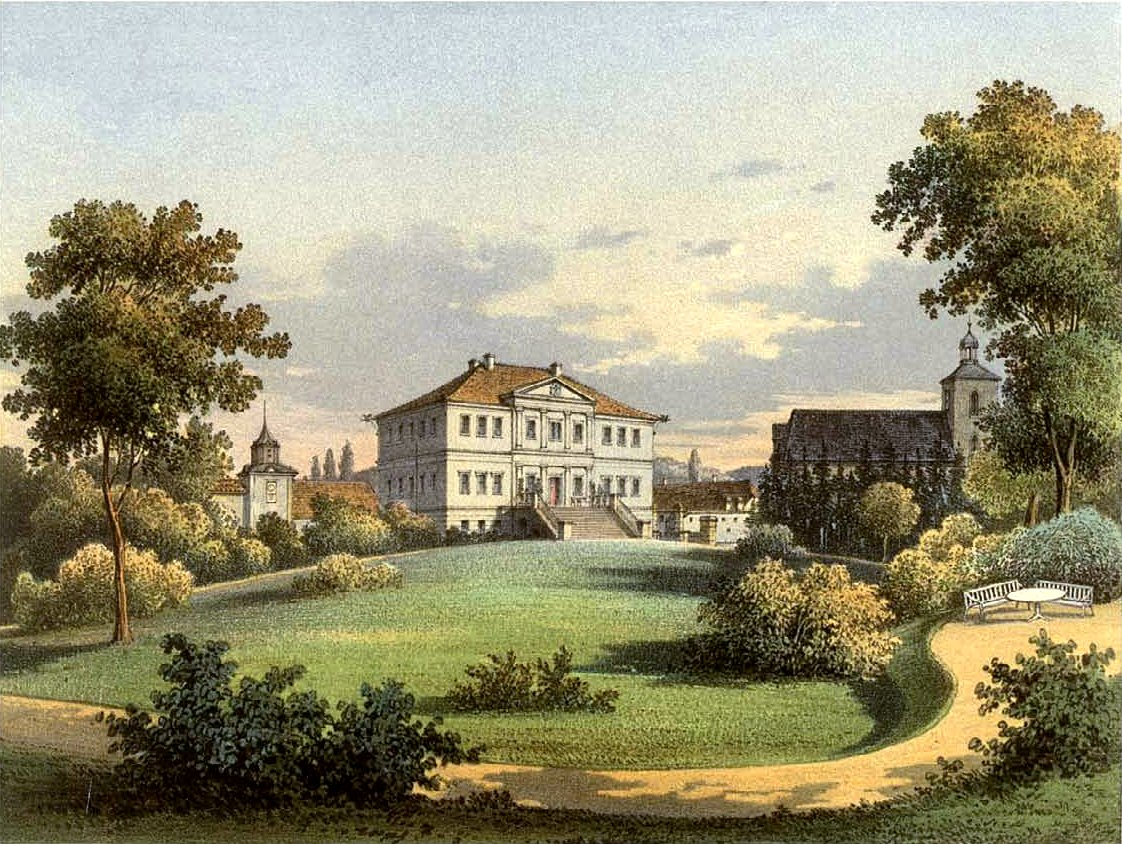
Rittergut Wohlmirstedt um 1860, Sammlung Duncker

Wolf Heinrich Hans von Helldorff, seit 1840 Graf von Helldorff (* 10. September 1794 in Merseburg; † 1. Mai 1864 in Wohlmirstedt) war preußischer Kammerherr und Herr auf Wohlmirstedt sowie Ober- und Nieder-Runstedt. 

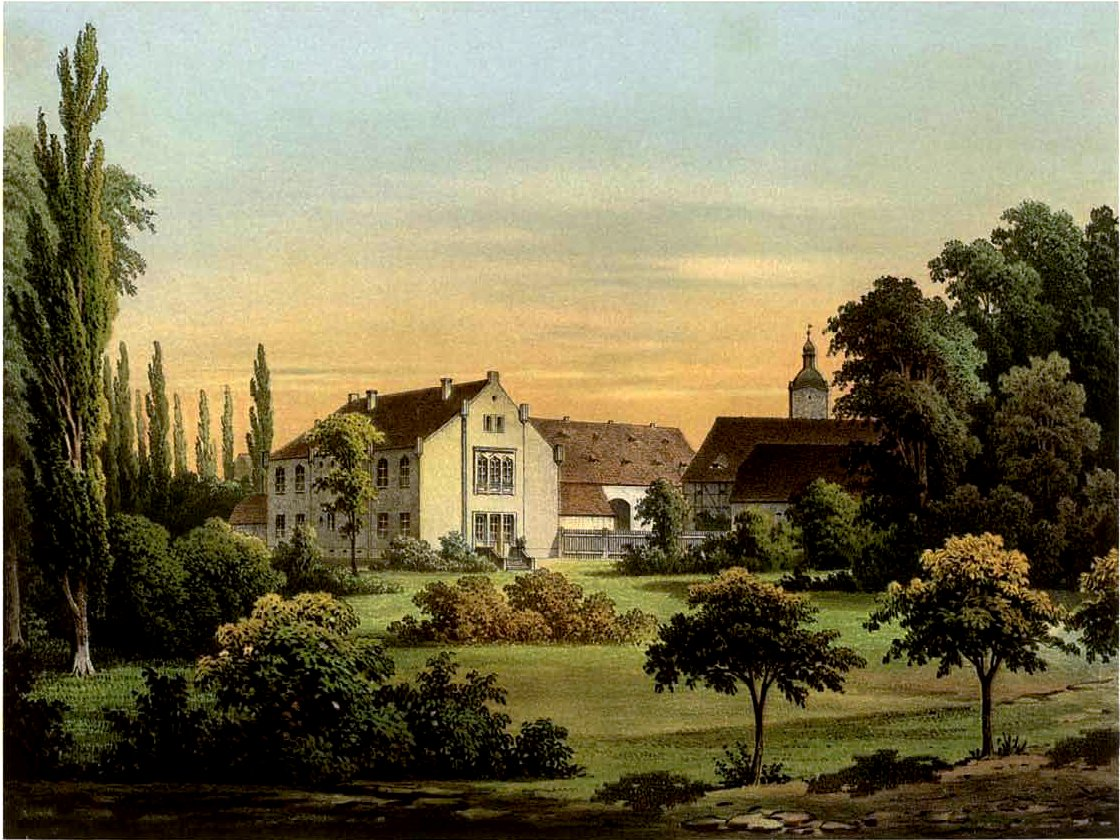
Rittergut Runstedt um 1860, Sammlung Duncker

Er war seit 1824 verheiratet mit Klara Luise von Könneritz (1804–1870). Am 15. Oktober 1840 erreichte er die Erhebung in den preußischen Grafenstand nach dem Recht der Erstgeburt aus einer adeligen Ehe und geknüpft an den Besitz des in der preußischen Provinz Sachsen gelegenen Rittergutes Wohlmirstedt. Aus der Ehe gingen folgende Kinder hervor:
- Ferdinand (* 1824), erbte als ältester Sohn den Grafentitel
- Julius (1827–1908), preußischer Landrat ⚭ 1867 Anna von Bose (1839–1907)
- Ulrich (1836–1900)

⚭ 1867 Elisabeth von Chappuis (1842–1871)
⚭ 1873 Mathilde Knapp (* 1846)
- Klara (* 1844) ⚭ 1866 Alfred von Breitenbuch